# Welser Christkindlmarkt

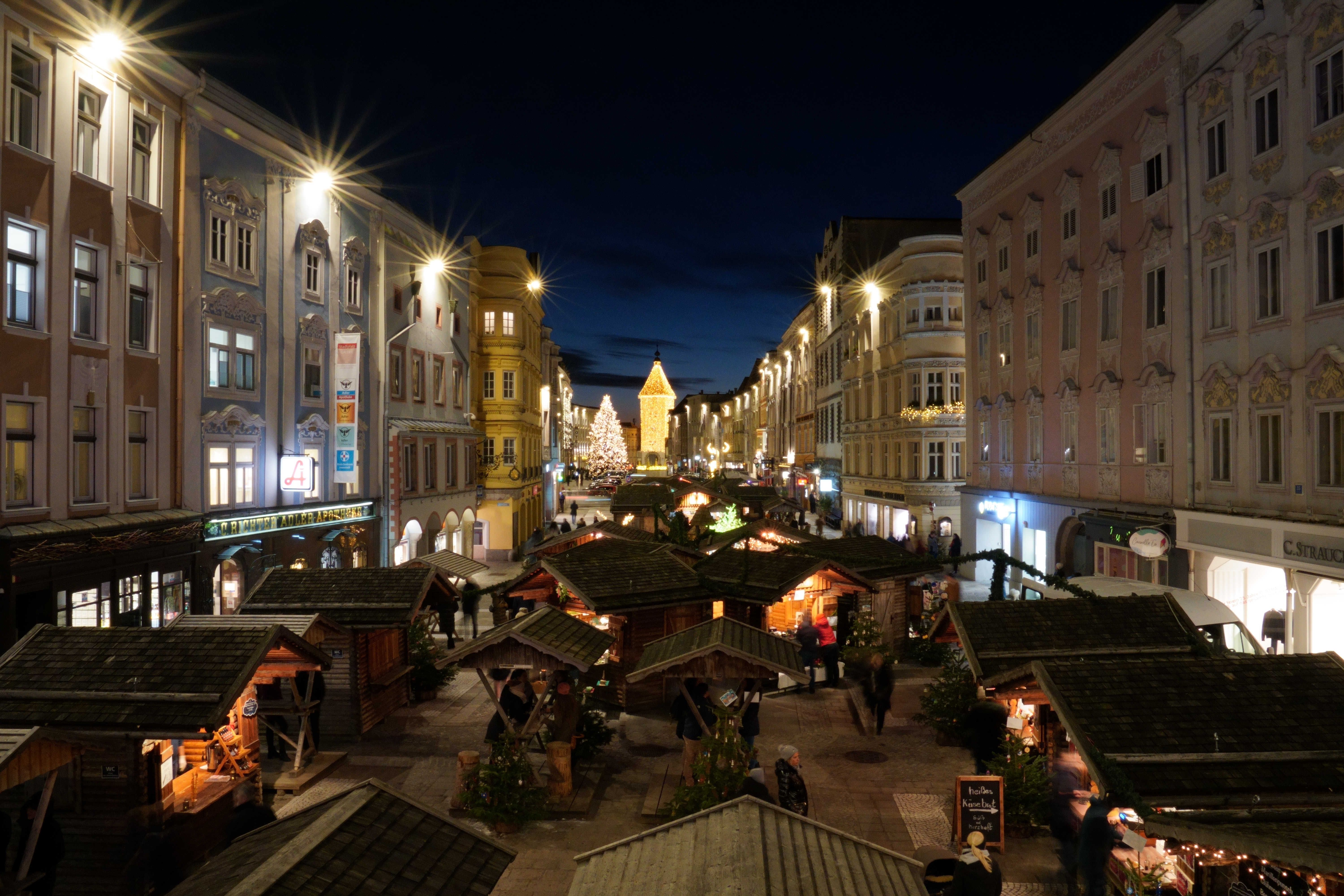
Blick über den Weihnachtsmarkt nach Westen zum Ledererturm.

Der Welser Christkindlmarkt ist ein Weihnachtsmarkt und findet jährlich im Advent in der Innenstadt von Wels auf dem Stadtplatz und im Pollheimerpark statt. Er beginnt in der zweiten Novemberhälfte und endet am 24. Dezember. Der Weihnachtsmarkt wird seit 2007 als Welser Weihnachtswelt vermarktet. Mit rund 800.000 Besuchern pro Jahr ist der Weihnachtsmarkt ein bedeutender Wirtschaftsfaktor für die Stadt Wels.

## Geschichte

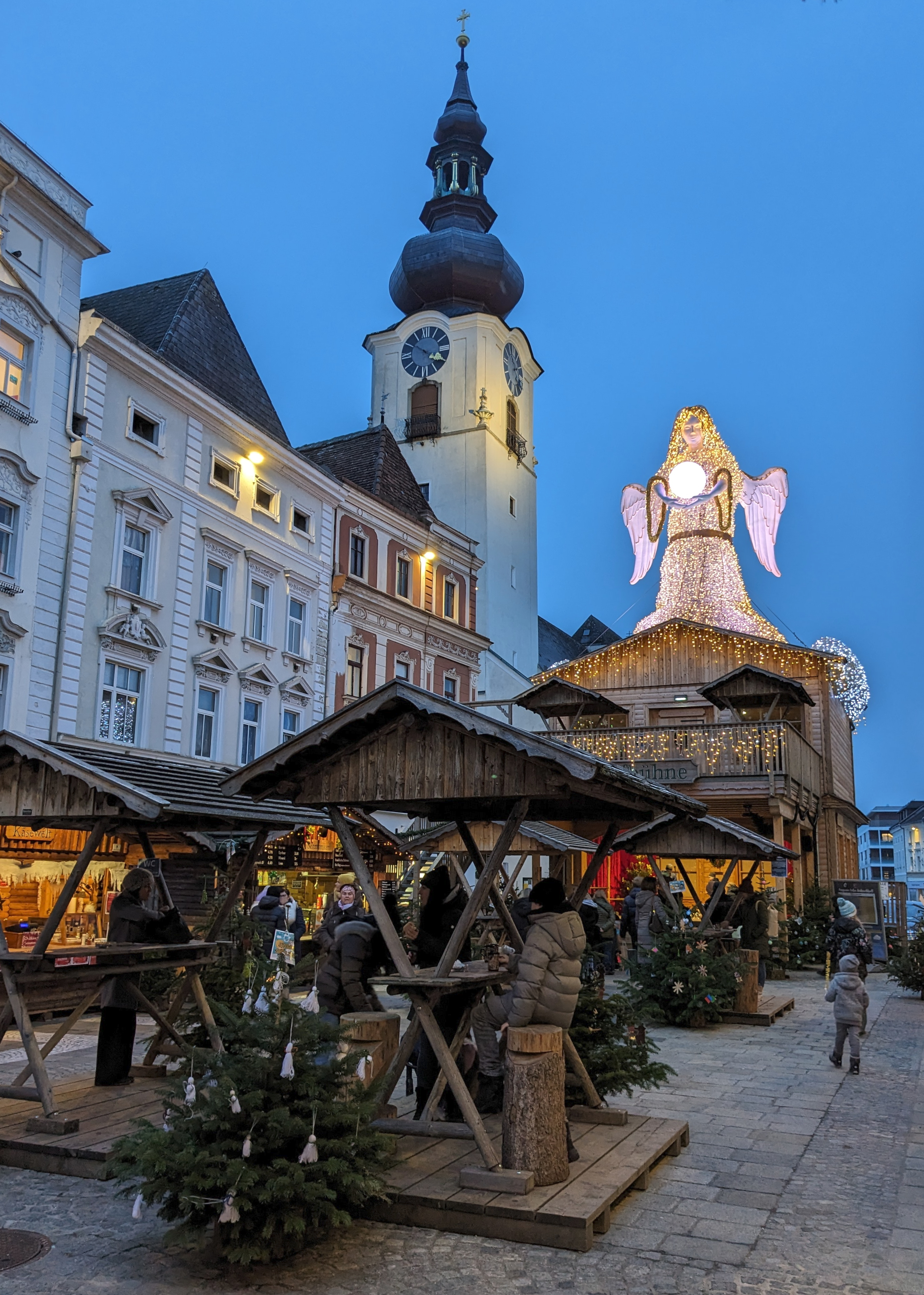
Österreichs größtes Christkind am Stadtplatz

1955 fand ein erster kleiner Weihnachtsmarkt hinter der Stadtpfarrkirche statt. Dieser wurde 1957 in den Pollheimerpark verlegt und erstmals elektrisch beleuchtet. Nach der Schaffung der Fußgängerzone am Stadtplatz wurde dort 1984 ebenfalls ein Adventsmarkt veranstaltet. 1989 wurden beide Märkte zu einem einheitlichen Weihnachtsmarkt zusammengefasst und unter dem Namen Welser Advent vermarktet. 1994 wurde der Ledererturm, das Wahrzeichen von Wels, erstmals weihnachtlich beleuchtet. Mit der Gründung der Christkindl GmbH, die für die Gestaltung und Vermarktung des Christkindlesmarkts verantwortlich ist, wird der Weihnachtsmarkt als Welser Weihnachtswelt vermarktet. Heute werden am Stadtplatz und im Pollheimerpark einheitliche Hütten aus Lärchenholz verwendet. Im Rahmen des Welser Lichterpfads schmücken mehrere Figuren mit LEDs den Weihnachtsmarkt. Der Ledererturm ist in ein Netz aus LED-Leuchten gehüllt und kann besichtigt werden. Vor dem Rathaus befindet sich der Weihnachtsbaum. Der Stadtbrunnen ist als überdimensionaler Adventkranz geschmückt. Im Pollheimerpark befindet sich ein Karussell für Kinder.

## Wirtschaftliche Bedeutung
Bedingt und mit erwirtschaftet durch die Besucher des Welser Christkindlmarktes werden 100 Millionen Euro Umsatz im Stadtgebiet von Wels zur Weihnachtszeit erzielt.